# Civiele Revolutie
Civiele Revolutie (Rivoluzione Civile, RC) is een links kieskartel van Italiaanse politieke partijen, geleid door de magistraat Antonio Ingroia. 

## Overzicht
Het kartel Civiele Revolutie werd officieel voorgesteld door Ingroia op 29 december 2012. Het bestaat uit de volgende partijen:
- Italië van de Waarden (Italia dei Valori - IdV, anticorruptie), geleid door Antonio Di Pietro;
- Oranje Beweging (Movimento Arancione - MA, een scheurlijst van IdV), geleid door Luigi de Magistris;
- Linkse Federatie (Federazione della Sinistra - FdS, communistisch), geleid door Paolo Ferrero (PRC) en Oliviero Diliberto (PdCI):
  - Heropgerichte Communistische Partij (PRC);
  - Partij van de Italiaanse Communisten (PdCI);
- Federatie van de Groenen (Federazione dei Verdi - FdV, ecologisme), geleid door Angelo Bonelli.

## Italiaanse parlementsverkiezingen 2013
Bij de  Italiaanse parlementsverkiezingen in 2013 wist Civiele Revolutie geen zetels te veroveren.